# Cyrtarachne latifrons
Cyrtarachne latifrons är en spindelart som beskrevs av Henry Roughton Hogg 1900. Cyrtarachne latifrons ingår i släktet Cyrtarachne och familjen hjulspindlar.
Artens utbredningsområde är Victoria, Australien. Utöver nominatformen finns också underarten C. l. atuberculata.